# Jean-Marc Leclercq

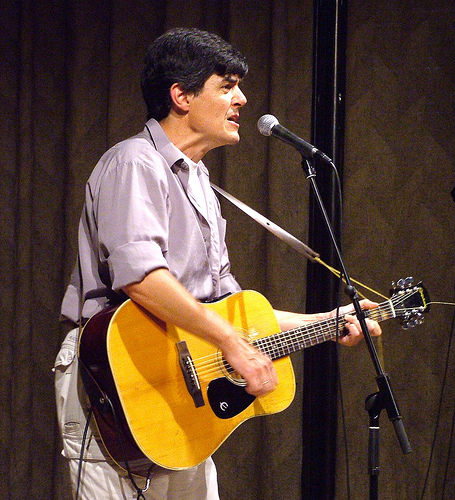
Jean-Marc Leclercq, 2007

Jean-Marc Leclercq, Künstlername JoMo, (* 10. Oktober 1961) ist ein französischer Musiker und Esperantist aus Toulouse. Im Jahr 1999 ersang er sich mit einem Konzert in 22 Sprachen einen Eintrag im Guinness-Buch der Rekorde.
Der Künstlername JoMo ist die Esperanto-Aussprache der Initialen seiner Vornamen (J. M.).

## Biografie

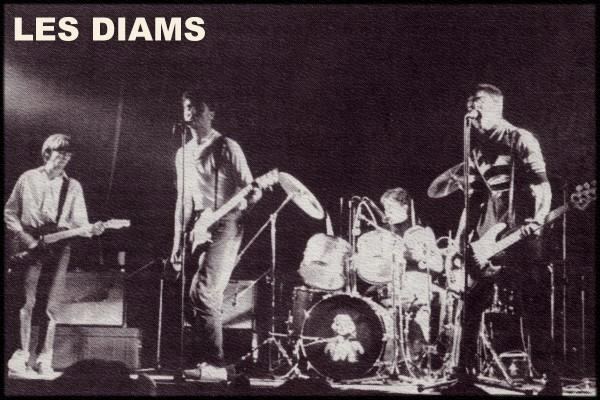
Les Diam's

J. M. Leclercqs Vater wurde im Norden Frankreichs geboren. Mütterlicherseits ist J. M. Leclercq gaskognischer, katalanischer und italienischer Abstammung. Seine Ehefrau ist gebürtige Polin.
J. M. Leclercqs Bühnenkarriere begann 1977. In Frankreich wurde er in den frühen 1980er Jahren als Bassist und Komponist von Les Diam's bekannt, die Pop mit Einflüssen von Reggae, Ska und Punk spielten. Nach der Auflösung von Les Diam's 1983 folgten zahlreiche Projekte wie Les Gringos (Folk und Rockabilly), Les Évadés d'Alcatraz, Queen Bees, Dougherty, Les Vicomtes. Jean-Marc Leclercq engagierte sich auch sehr im Umfeld der Musik. So produzierte er regelmäßig Sendungen im libertären Radiosender FMR und schuf das Independent-Label Pink City Records. In den frühen 1990er Jahren gründete er Les Rosemary's Babies, die 1991 und 1993 zwei Alben veröffentlichten. Nach der Trennung der Gruppe begann er eine Solokarriere und gründete später die Band Libertarios (dt. die Libertären). 1999 gab er ein Konzert mit 22 Liedern in 22 Sprachen und landete so im Guinness-Buch der Rekorde 2000.

## Esperanto und Libertärer
Jean-Marc Leclercq lernte die Plansprache Esperanto 1988 und begann Lieder in der internationalen Sprache zu schreiben. Seine Band wird seitdem als JoMo kaj Liberecanoj (dt. J.M. und die Libertären) präsentiert.

## Gaskognisch und Okzitanisch
Jean-Marc Leclercq engagiert sich auch für die Erhaltung des Gaskognisch und Okzitanisch und hat ein Gaskognisch-Lehrbuch (Le gascon de poche), einen Roman in Gaskognisch (Ucraïna) sowie ein Gaskognisch-Wörterbuch (Diccionari de rimas) veröffentlicht.

## Diskografie
- 1991: Lutte de Classe. (mit Les Rosemary's Babies)
- 1993: Malin Plaisir. (mit Les Rosemary's Babies)
- 1995: Ĉe vi min forprenu. In: Vinilkosmo-kompil' 1 (mit La Rozmariaj Beboj)
- 1996: Ali Bensali. In: Vinilkosmo-kompil' 2.
- 1998: JoMo kaj Liberecanoj. (Rockmusik; Hommage an die spanischen Anarchisten und die Machnowschtschina)[2]
- 2001: JoMo Friponas! (lateinamerikanische Musik)
- 2004: Ne permesas. In: Esperanto Desperado: Hotel Desperado.
- 2006: jOmO Slavumas. (osteuropäische Musik)
- 2010: Afrika Kompilo. (afrikanische Musik; mit Vigla Muziko, Konga Espero und Mayoma)
- 2012: E la Rambalh Bòx. Lo Darrèr Disc Abans la Fin del Monde.
- 2016: Okcitanas